# تپه قلاع سرقلاع
تپه قلاع سرقلاع مربوط به دوران‌های تاریخی پس از اسلام است و در شهرستان بروجرد، روستای عباس‌آباد کهریز واقع شده و این اثر در تاریخ ۱۲ بهمن ۱۳۸۱ با شمارهٔ ثبت ۷۱۴۱ به‌عنوان یکی از آثار ملی ایران به ثبت رسیده است.